# رؤیای بهاری تورا-سان
رؤیای بهاری تورا-سان (انگلیسی: Tora-san's Dream of Spring) یک فیلم کمدی ژاپنی محصول ۱۹۷۹ به کارگردانی یوجی یامادا است. این فیلم بیست و چهارمین فیلم از مجموعه محبوب و طولانی‌مدت اوتوکو وا تسورای یو است.

## خلاصه
تورا سان به خانه خانواده اش در شیباماتا، توکیو بازمی‌گردد و یک دستفروش آمریکایی قد بلند به نام مایکل مواجه می‌شود که در اتاقش زندگی می‌کند که منجر به درگیری‌های مختلف بین این دو می‌شود. در حالی که تورا سان برای عشقش به مدونای محلی تلاش می‌کند، مرد آمریکایی اعتراف می‌کند که عاشق ساکورا شده‌است. اگرچه او از آریزونا به عنوان فروشنده ویتامین به ژاپن آمده‌است، اما خانواده توراسان در توریا او را «مایکو سان» می‌نامند و با مهربانی با او رفتار می‌کنند، او ناموفق است زیرا آداب و رسوم تجاری ژاپن را درک نمی‌کند. در ابتدا بین این دو فاصله وجود داشت، اما به تدریج ریشه‌های خوب یکدیگر را درک کرده و رابطه راحتی برقرار می‌کنند. مهم‌تر از همه، ساکورا که رفتاری دلسوزانه از خود نشان می‌دهد و مظهر مهربانی و زیبایی زنان ژاپنی است، مایکل که مجرد است، با وجود اینکه می‌داند او یک زن متأهل است، عاشق او می‌شود. در نهایت این دو مرد متوجه می‌شوند که بیشتر از آنچه فکر می‌کردند مشترک هستند.

## ارزیابی انتقادی
کیوشی آتسومی در مراسم جایزه آکادمی فیلم ژاپن برای بازی در «رؤیای بهار تورا سان» و فیلم قبلی این مجموعه، «تورا-سان، دلال ازدواج» (همچنین ۱۹۷۹) نامزد دریافت جایزه بهترین بازیگر مرد شد. چیکو بایشو برای همین دو فیلم نامزد بهترین بازیگر نقش مکمل زن شد. استوارت گالبریث چهارم خاطرنشان می‌کند که تأثیر آمریکایی‌ها بر این فیلم، در نویسندگی و بازیگری، و تضادهای سرگرم‌کننده بین فرهنگ ایالات متحده و ژاپن که در این فیلم به تصویر کشیده شده‌است، آن را به ویژه مدخل خوبی در این مجموعه برای افراد غیر ژاپنی ساخته‌است.